# Феофанова, Ирина Вячеславовна
Ири́на Вячесла́вовна Феофа́нова (род. 18 апреля 1966 года, Пенза) — советская и российская актриса театра и кино, преподавательница. Известна благодаря комедии Леонида Гайдая «Частный детектив, или Операция «Кооперация»», ленте Михаила Кокшенова и Марка Айзенберга «Русский бизнес», драме Георгия Шенгелии «Стрелец неприкаянный», фильму Николая Ерёменко-младшего и Маргариты Касымовой «Сын за отца», а также мелодраме Валерия Ахадова «Женщин обижать не рекомендуется».

## Биография
Родилась 18 апреля 1966 года в Пензе. Её родители, как и большинство других родственников, работали в сфере строительства. Когда Ирина окончила пятый класс, отец получил перевод по службе, и вся семья перебралась в Москву. С детства будущая актриса пребывала в очень свободной, радостной и дружественной атмосфере. Родители всячески старались поддерживать традицию весёлых массовых праздников, в их доме часто бывали гости. Это помогло девочке избавиться от стеснительности и вырасти общительным человеком. С переездом в столицу она не утратила лёгкости общения и прекрасно влилась в новый коллектив.
После окончания школы Феофанова подала документы в строительный институт, так как родители видели в ней продолжателя семейной профессии. Ирина стала студенткой Московского инженерно-строительного института имени В. В. Куйбышева, однако мечтала об актёрском ремесле. Со временем личные мечты одержали верх над сомнениями. Ирина начала посещать занятия в Театре-студии «На Усачёвке» и параллельно исполняла первые роли на сцене Малого театра. Затем она стала студенткой Высшего театрального училища имени М. С. Щепкина (курс В. И. Коршунова). Как позднее она рассказывала в одном из интервью, учёба отнимала у неё всё время. При этом на съёмочной площадке актриса стала появляться ещё со второго курса и подошла к выпуску, имея за плечами 4 работы в кино.
В 1989 году пригласили присоединиться к труппе Московского областного театра драмы, на сцене которого она в итоге проработала пару лет. Её кинематографический дебют состоялся в 1986 году в криминальной ленте Эдгара Ходжикяна «Без срока давности». Позднее на экраны вышла драма «Мы — ваши дети», где Феофанова сотрудничала с Галиной Польских и Леонидом Куравлёвым, лента Вадима Дербенёва «Чёрный коридор» с Иннокентием Смоктуновским и Владимиром Ильиным, историческая драма Валерия Рубинчика «Комедия о Лисистрате» с Еленой Кореневой, картина Владимира Семакова «Под куполом цирка» с Михаилом Пуговкиным, криминальная комедия Леонида Гайдая «Частный детектив, или Операция «Кооперация»» с Дмитрием Харатьяном. В 1993 году режиссёр Георгий Шенгелия позвал актрису на съёмки мелодрамы «Стрелец неприкаянный». Следом вместе с Борисом Щербаковым и Михаилом Державиным она сыграла в комедии Анатолия Эйрамджана «Жених из Майами», а через год появилась в режиссёрской работе Николая Ерёменко-младшего — драме «Сын за отца».
В 2001 году создала детскую театральную студию, где вплоть до сегодняшнего дня является руководителем и преподавателем.
Наиболее плодотворную работу актриса вела в период 1987—2004 годов.

## Семья
Отец — Вячеслав Феофанов, строитель.
Мать — строитель, преподавала в МИСИ.
Старший брат — кинопродюсер.

## Личная жизнь
Первый муж — Владимир Фатьянов (род. 1954), кинорежиссёр. Развод.
Второй муж — Евгений Малевский (род. 1958), кинорежиссёр и сценарист. Развод.
В 23 года, сразу после окончания вуза, встретила первую большую любовь. Её избранником стал молодой бизнесмен Сергей. Уже на второй день знакомства Ирина получила предложение руки и сердца и ответила согласием. Счастье длилось чуть меньше года, а дело даже не дошло до свадьбы. Сергей погиб при странных обстоятельствах в автомобильной катастрофе в самом центре Москвы: его автомобиль на огромной скорости врезался в решётку Александровского сада. Трагедия оставила глубокий след в душе актрисы и на целый год лишила её сил и желания играть.
Детей нет.

## Творчество

### Роли в театре
1. «Она в отсутствие любви и смерти» (Эдвард Радзинский) — главная роль
2. «Моя жена лгунья» — Кэтти
3. «Ночные забавы» — Оля

### Фильмография
| Год  |     | Название                                    | Роль |
| ---- | --- | ------------------------------------------- | --- |
| 1986 | ф   | Без срока давности                          | Лена Пайгина, дочь Романа                                                                                |
| 1987 | ф   | Мужские портреты                            | Юля |
| 1987 | тсп | Каменный цветок                             | Катя |
| 1987 | ф   | Мы — ваши дети                              | Дина |
| 1987 | ф   | Честь имею                                  | Оля |
| 1988 | ф   | Чёрный коридор                              | Вера Ечевина                                                                                             |
| 1989 | ф   | Комедия о Лисистрате                        | Лампито                                                                                                  |
| 1989 | ф   | Под куполом цирка                           | Ирина Иконникова                                                                                         |
| 1989 | ф   | Частный детектив, или Операция «Кооперация» | Елена (Леночка), журналистка, дочь Павла Ивановича Пухова и Анны Петровны (озвучивает Надежда Румянцева) |
| 1991 | ф   | Когда опаздывают в ЗАГС…                    | Светлана, жена Тимофея                                                                                   |
| 1991 | ф   | Не спрашивай меня ни о чём                  | Света |
| 1991 | ф   | Однажды в Одессе, или Как уехать из СССР    | Имя персонажа не указано                                                                                 |
| 1991 | ф   | Очаровательные пришельцы                    | лимитчица                                                                                                |
| 1991 | ф   | Телохранитель                               | Лиза |
| 1993 | ф   | Русский бизнес                              | Маша |
| 1993 | ф   | Стрелец неприкаянный                        | Юля |
| 1994 | ф   | Музыкальный прогноз                         | Ирина |
| 1995 | ф   | Сын за отца (Россия, Беларусь)              | Яна Богданович, врач, мама Егора                                                                         |
| 1999 | ф   | Женщин обижать не рекомендуется             | юристка                                                                                                  |
| 2001 | ф   | Ералаш (выпуск № 146)                       | Нина, мама Вовы                                                                                          |
| 2002 | ф   | 2004 — Комедийный коктейль                  | Даша Сазонова                                                                                            |
| 2003 | с   | Желанная                                    | клиентка                                                                                                 |
| 2003 | ф   | Курорт особого назначения                   | Имя персонажа не указано                                                                                 |
| 2003 | ф   | Приключения мага                            | Настя, дочь Гурова                                                                                       |
| 2004 | ф   | Грехи отцов                                 | Мавис Томпсон                                                                                            |
| 2004 | ф   | Сармат 2: Покушение                         | секретарь                                                                                                |
| 2005 | ф   | Горыныч и Виктория                          | Виола |
| 2008 | с   | Сеть                                        | мать Тропинина                                                                                           |
| 2008 | ф   | Агентство «Мечта» (Россия, Украина)         | Татьяна                                                                                                  |
| 2010 | с   | Гаражи (серия «Личный шофёр»)               | Ольга Бузеева                                                                                            |
| 2012 | ф   | Искатели приключений                        | Ларусик                                                                                                  |